# Ophiogomphus aspersus
Ophiogomphus aspersus är en trollsländeart som beskrevs av Morse 1895. Ophiogomphus aspersus ingår i släktet Ophiogomphus och familjen flodtrollsländor. IUCN kategoriserar arten globalt som livskraftig. Inga underarter finns listade i Catalogue of Life.